# Rose Bowl 2022
Match précédent Match suivant
Le Rose Bowl 2022 est un match de football américain de niveau universitaire joué après la saison régulière de 2021, le 1er janvier 2022 au Rose Bowl situé à Pasadena dans l'État de Californie aux États-Unis. 
Il s'agit de la 108e édition du Rose Bowl.
Le match met en présence l'équipe des Utes de l'Utah issue de la Pacific-12 Conference et l'équipe des Buckeyes d'Ohio State issue de la Big Ten Conference.
Il débute vers 17 heures locales et est retransmis à la télévision par ESPN.
Sponsorisé par la société Capital One Venture X, le match est officiellement dénommé le 2021 Rose Bowl Game presented by Capital One Venture X. 
La journée est organisée par l'association  Pasadena Tournament of Roses Association (en) et est précédée le matin par la Parade du Tournoi des Roses. Les tickets du match sont digitalisés remplaçant les traditionnels tickets colorés en papier. L'acteur LeVar Burton préside le match et est désigné Grand Marshal (en) pour la parade et le match. Le thème en est « Dream. Believe. Achieve. » (en français, Rêves. Crois. Réalises.. 
Ohio State gagne le match sur le score de 48 à 45 et se voit décerner le  « Leishman Trophy ».

## Présentation du match
| Équipes                                                                                                 | Conférences | Entraîneurs                        | Stats. saison rég. | Classements avant le bowl | Classements avant le bowl | Classements avant le bowl |
| --- | ----------- | ---------------------------------- | ------------------ | ------------------------- | ------------------------- | ------------------------- |
| Équipes                                                                                                 | Conférences | Entraîneurs                        | Stats. saison rég. | CFP                       | AP                        | Coaches                   |
| Utes de l'Utah                                                                                          | Pac-12      | Kyle Whittingham (en) (17e saison) | 10-3               | no 11                     | no 10                     | no 11                     |
| Buckeyes d'Ohio State                                                                                   | B10         | Ryan Day (en) (3e saison)          | 10-2               | no 6                      | no 7                      | no 7                      |
| - Arbitre : Jason Autrey (SEC). - Équipe donnée favorite par les bookmakers : Ohio State par 6½ points. |             |                                    |                    |                           |                           |                           |

Il s'agit de la 2e première rencontre entre ces deux équipes ;
| Saison | Date              | Vainqueur  | Score  | Perdant | Compétition                          |
| ------ | ----------------- | ---------- | ------ | ------- | ------------------------------------ |
| 1986   | 27 septembre 1986 | Ohio State | 64 - 6 | Utah    | Saison régulière, match à Ohio State |

### Utes de l'Utah
Avec un bilan global en saison régulière de 10 victoires et 3 défaites (8-1 en matchs de conférence), Utah est éligible et accepte l'invitation pour participer au Rose Bowl de 2022, leur première participation au Rose Bowl.
Ils terminent 1er de la Division Sud de la Pacific-12 Conference. Ils remportent 38-10 la finale de conférence jouée contre les Ducks de l'Oregon.
À l'issue de la saison 2021 (bowl non compris), ils seront classés #11 aux classements CFP et Coaches et #10 au classement AP.
| Postes      | Joueurs        | Statistiques                                                      |
| ----------- | -------------- | ----------------------------------------------------------------- |
| Quarterback | Cameron Rising | 187/298 passes réussies pour 2 279 yards, 18 TDs, 5 interceptions |
| Coureur     | Tavion Thomas  | 186 courses pour 1 041 yards nets gagnés et 28 TDs                |
| Receveur    | Brant Kuithe   | 44 réceptions pour 534 yards et 6 TDs                             |

### Buckeyes d'Ohio State
Avec un bilan global en saison régulière de 10 victoires et 2 défaites (8-1 en matchs de conférence), Ohio State est éligible et accepte l'invitation pour participer au Rose Bowl de 2022, leur 21e participation au Rose Bowl :
Ils terminent 2e de la Division Est de la Pacific-12 Conference derrière #2 Michigan.
À l'issue de la saison 2021 (bowl non compris), ils seront classés #6 au classement CFP et #7 aux classements AP et Coaches.
| Postes      | Joueurs            | Statistiques                                                      |
| ----------- | ------------------ | ----------------------------------------------------------------- |
| Quarterback | C.J. Stroud        | 280/395 passes réussies pour 3 862 yards, 38 TDs, 5 interceptions |
| Coureur     | Treveyon Henderson | 167 courses pour 1 172 yards nets gagnés et 15 TDs                |
| Receveur    | Jaxon Smith-Njigba | 80 réceptions pour 1 259 yards et 6 TDs                           |

## Résumé du match
Début du match à  17 h 12 locales, fin à  20 h 53 locales pour une durée totale de jeu de 03 h 40 min.
Températures de 60 degrés Fahrenheit (16 °C), vent de nord-est de 2 mi/h (3 km/h), ensoleillé.
| QT            | Temps         | Drive         | Drive         | Drive         | Équipe        | Description de l'action                                                                                      | Score | Score |
| ------------- | ------------- | ------------- | ------------- | ------------- | ------------- | --- | ----- | ----- |
| QT            | Temps         | Jeux          | Yards         | TDP           | Équipe        | Description de l'action                                                                                      | UTAH  | OSU   |
| 1             | 09:29         | 5             | 56            | 01:37         | Utah          | TD de 19 yards par Britain Covey (passe du QB Cameron Rising + 1 pt de conversion par le K Jadon Redding)    | 7     | 0     |
| 1             | 03:28         | 8             | 67            | 04:47         | Utah          | TD de 12 yards par Micah Bernard (passe du QB Cameron Rising + 1 pt de conversion par le K Jadon Redding)    | 14    | 0     |
|               |               |               |               |               |               | |       |       |
| 2             | 14:17         | 10            | 76            | 04:11         | Ohio State    | TD de 25 yards par Marvin Harrison Jr. (passe du QB C. J. Stroud + 1 pt de conversion par le K Noah Ruggles) | 14    | 7     |
| 2             | 09:07         | 9             | 79            | 05:10         | Utah          | TD à la suite d'une course de 6 yards par Tavion Thomas (+ 1 pt de conversion par le K Jadon Redding)        | 21    | 7     |
| 2             | 08:32         | 2             | 60            | 00:35         | Ohio State    | TD de 50 yards par Jaxon Smith-Njigba (passe du QB C. J. Stroud + 1 pt de conversion par le K Noah Ruggles)  | 21    | 14    |
| 2             | 08:17         | -             | -             | -             | Utah          | Britain Covey 97-yard kickoff return for touchdown (+ 1 pt de conversion par le K Jadon Redding)             | 28    | 14    |
| 2             | 08:02         | 1             | 52            | 00:15         | Ohio State    | TD de 52 yards par Jaxon Smith-Njigba (passe du QB C. J. Stroud + 1 pt de conversion par le K Noah Ruggles)  | 28    | 21    |
| 2             | 06:24         | 4             | 71            | 01:38         | Utah          | TD à la suite d'une course de 62 yards par Cameron Rising (+ 1 pt de conversion par le K Jadon Redding)      | 35    | 21    |
|               |               |               |               |               |               | |       |       |
| 3             | 11:20         | 2             | 11            | 00:52         | Ohio State    | TD de 8 yards par Marvin Harrison Jr. (passe du QB C. J. Stroud + 1 pt de conversion par le K Noah Ruggles)  | 35    | 28    |
| 3             | 07:10         | 8             | 59            | 04:10         | Utah          | FG de 24 yards par le K Jadon Redding                                                                        | 38    | 28    |
| 3             | 02:53         | 11            | 76            | 04:06         | Ohio State    | FG de 31 yards par le K Noah Ruggles                                                                         | 38    | 31    |
|               |               |               |               |               |               | |       |       |
| 4             | 10:12         | 7             | 71            | 03:41         | Ohio State    | TD de 5 yards par Marvin Harrison Jr. (passe du QB C. J. Stroud + 1 pt de conversion par le K Noah Ruggles)  | 38    | 38    |
| 4             | 04:22         | 9             | 85            | 03:57         | Ohio State    | TD de 30 yards par Jaxon Smith-Njigba (passe du QB C. J. Stroud + 1 pt de conversion par le K Noah Ruggles)  | 38    | 45    |
| 4             | 01:54         | 6             | 57            | 02:20         | Utah          | TD de 15 yards par Dalton Kincaid (passe du QB Bryson Barnes + 1 pt de conversion par le K Jadon Redding)    | 45    | 45    |
| 4             | 00:09         | 7             | 56            | 01:45         | Ohio State    | FG de 19 yards par le K Noah Ruggles                                                                         | 45    | 48    |
| Score final : | Score final : | Score final : | Score final : | Score final : | Score final : | Score final :                                                                                                | 45    | 48    |

## Statistiques
| Nom                | Poste | Équipe     |
| ------------------ | ----- | ---------- |
| Jaxon Smith-Njigba | WR    | Ohio State |

| Statistiques                           | Utes de l'Utah                                          | Buckeyes d'Ohio State                                   |
| -------------------------------------- | ------------------------------------------------------- | ------------------------------------------------------- |
| 1er down                               | 25                                                      | 28                                                      |
| 1er down à la course                   | 10                                                      | 5                                                       |
| 1er down à la passe                    | 11                                                      | 21                                                      |
| 1er down suite pénalité                | 4                                                       | 2                                                       |
| Conversion de 3e down                  | 5/12                                                    | 4/9                                                     |
| Conversion de 4e down                  | 1/3                                                     | 2/2                                                     |
| Jeux–yards                             | 68 jeux pour 463 yards                                  | 67 jeux pour 683 yards                                  |
| Yards à la course                      | 44 courses pour 226 yards (moyenne de 5,1 yards/course) | 20 courses pour 110 yards (moyenne de 5,5 yards/course) |
| Yards à la passe                       | 237                                                     | 573                                                     |
| Passes : Réussies-Tentées-Interceptées | 19/24 passes complétées, 0 interception                 | 37/47 passes complétées, 1 interception                 |
| Réussite en zone rouge/chances         | 5/5                                                     | 4/5                                                     |
| TD                                     | 6                                                       | 6                                                       |
| Field Goals                            | 1/1                                                     | 2/2                                                     |
| Sacks (Nombre-Yards)                   | 0                                                       | 1 pour 7 yards adverses perdus                          |
| Fumbles (Nombre/Perdus)                | 2/1                                                     | 1/1                                                     |
| Pénalités (Nombre/Yards perdus)        | 5 pour 50 yards perdus                                  | 7 pour 70 yards perdus                                  |
| Temps de possession                    | 33:53                                                   | 26:07                                                   |

| Utes de l'Utah        |                    |                                                                         |
| Quarterback           | Cameron Rising     | 17/22 passes complétées, 214 yards, 0 interception, 2 TDs, 0 sack subi  |
| Meilleur coureur      | Cameron Rising     | 11 courses pour 92 yards nets gagnés, 1 TD, moyenne de 8,4 yards/course |
| Meilleur receveur     | Brant Kuithe       | 6/6 réceptions pour 77 yards gagnés, 0 TD                               |
| Meilleur tackler      | M. Bernard         | 10 tacles dont 1 en solo                                                |
| Buckeyes d'Ohio State |                    |                                                                         |
| Quarterback           | C. J. Stroud       | 37/46 passes complétées, 573 yards, 1 interception, 6 TDs, 0 sack subi  |
| Meilleur coureur      | TreVeyon Henderson | 17 courses pour 83 yards nets gagnés, 0 TD, moyenne de 4,9 yards/course |
| Meilleur receveur     | Jason Smith-Njigba | 15/16 réceptions pour 297 yards gagnés, 3 TD                            |
| Meilleur tackler      | T. Eichenberg      | 17 tacles dont 6 en solo, 1 TFL (5 yard)                                |